# Тангейзер
Тангейзер, інакше Тангойзер, Тангузер (нім. Tannhäuser, Tanhüser) — німецький середньовічний поет періоду пізнього мінезангу, життя й особа якого стали темою для німецьких народних легенд і переказів, пов'язаних, з одного боку, з переказами про гору Герзельберг, або Венерину гору, біля Вартбурга, з іншого боку — з легендами про «Вартбургську війну» або змагання поетів. Найвідоміший за оперою «Тангейзер» Вагнера.